# Badminton bei den Juegos Bolivarianos 2022
Bei den Juegos Bolivarianos 2022 wurden vom 25. bis zum 29. Juni 2022 sechs Badmintonwettbewerbe ausgetragen. Austragungsort war Zipaquirá, Kolumbien.

## Sieger und Platzierte
| Herreneinzel | Uriel Canjura                                                                                     | Miguel Ángel Quirama                                                                                  | José Guevara |  |  |  |
| Herreneinzel | Uriel Canjura                                                                                     | Miguel Ángel Quirama                                                                                  | Daniel La Torre |  |  |  |
| Dameneinzel  | Inés Castillo                                                                                     | Maria Julieth Perez Tangarife                                                                         | Namie Miyahira |  |  |  |
| Dameneinzel  | Inés Castillo                                                                                     | Maria Julieth Perez Tangarife                                                                         | Ashley Montre |  |  |  |
|              |                                                                                                   | | |  |  |  |
| Herrendoppel | Diego Mini José Guevara                                                                           | Diego Subauste Daniel La Torre                                                                        | Diego Zambrano Alan Erben                                                                                          |  |  |  |
| Herrendoppel | Diego Mini José Guevara                                                                           | Diego Subauste Daniel La Torre                                                                        | Javier Alas Uriel Canjura                                                                                          |  |  |  |
| Damendoppel  | Inés Castillo Paula La Torre                                                                      | Namie Miyahira Fernanda Saponara Rivva                                                                | Juliana Giraldo Maria Julieth Perez Tangarife                                                                      |  |  |  |
| Damendoppel  | Inés Castillo Paula La Torre                                                                      | Namie Miyahira Fernanda Saponara Rivva                                                                | Fátima Centeno Daniela Hernández                                                                                   |  |  |  |
|              |                                                                                                   | | |  |  |  |
| Mixed        | José Guevara Inés Castillo                                                                        | Javier Alas Fátima Centeno                                                                            | Miguel Ángel Quirama Juliana Giraldo                                                                               |  |  |  |
| Mixed        | José Guevara Inés Castillo                                                                        | Javier Alas Fátima Centeno                                                                            | Jhon Berdugo Maria Julieth Perez Tangarife                                                                         |  |  |  |
| Teams        | Peru Daniel La Torre José Guevara Diego Mini Inés Castillo Paula La Torre Fernanda Saponara Rivva | Kolumbien Daniel Borja Miguel Ángel Quirama Juliana Giraldo Sara Ávila Dainne Marulanda Laura Londoño | Dominikanische Republik Ernick Zorilla Yonatan Linarez Argenis Maríñez Nairoby Abigail Jiménez Claritza Confidente |  |  |  |